# Kenneth Hartford
Kenneth „Ken“ Hartford (* 5. Juli 1922 in New York City, New York; † 29. Juli 2009 in Westlake Village, Los Angeles County, Kalifornien) war ein US-amerikanischer Filmproduzent, Drehbuchautor und Filmregisseur, der in unregelmäßigen Abständen in verschiedenen Funktionen gut 50 Jahre lang an Filmen und Fernsehserien mitwirkte. Er trat auch unter den Namen Ken Hartford, Kenneth Herts oder Ken Herts in Erscheinung.

## Leben
Kenneth Hartford wirkte 1959 in einigen Episoden der Fernsehserie 13 Demon Street als Produzent und Drehbuchautor mit. 1962 folgten die Filme The Devil’s Messenger und Daughter of the Sun God. In den 1970er Jahren folgten The Spectre of Edgar Allan Poe, King Monster und The Lucifer Complex. 1980 war er in den Funktionen als Produzent, Drehbuchautor und Regisseur für den Film Monster aus der Tiefe tätig, 1986 in Angel’s Höllenkommando. 2009 fungierte er als Produzent für den Film From Mexico with Love, es sollte seine letzte Filmtätigkeit werden.
Sein Sohn Glen Hartford war ebenfalls als Filmproduzent und Schauspieler tätig. Kenneth Hartford verstarb am 29. Juli 2009, gut zwei Monate nach dem Suizid seines Sohnes, im Alter von 87 Jahren im kalifornischen Westlake Village.

## Filmografie

### Produktion
- 1959: 13 Demon Street (Fernsehserie, 5 Episoden)
- 1962: The Devil’s Messenger
- 1980: Monster aus der Tiefe (Monster)
- 1986: Angel’s Höllenkommando (Hell Squad)
- 2009: From Mexico with Love

### Drehbuch
- 1959: 13 Demon Street (Fernsehserie)
- 1962: Daughter of the Sun God
- 1974: The Spectre of Edgar Allan Poe
- 1976: King Monster
- 1980: Monster aus der Tiefe (Monster – The Legend that Became a Terror), mit anderen Autoren
- 1986: Angel’s Höllenkommando (Hell Squad)

### Regie
- 1962: Daughter of the Sun God
- 1978: The Lucifer Complex
- 1980: Monster aus der Tiefe (Monster)
- 1986: Angel’s Höllenkommando (Hell Squad)